# Czwarty Nefi
Czwarty Nefi [4 Ne] –  w religii mormońskiej składająca się z jednego rozdziału, najkrótsza księga wchodząca w skład Księgi Mormona. Jej pełny tytuł to: Czwarty Nefi, Księga Nefiego, syna Nefiego, ucznia Jezusa Chrystusa. Została umieszczona między Trzecim Nefim a Księgą Mormona.

## Autorstwo Księgi
Księgi ta przypisuje autorstwo Nefiemu, syn Nefiego, uczniowi Jezusa Chrystusa. Według chronologii Księgi Mormona, księga rzekomo powstała między 36 a 60 r., choć są w niej wyjątki z 211 r. i 245 r.

## Opis księgi
Księga opisuje jak Nefici i Lamanici tworzą pierwszą wspólnotę. Niniejsza wspólnota istnieje przez 200 lat, a następnie zaczyna prześladować chrześcijan. Wskutek odejścia od ewangelii, w celu ochrony przed zniszczeniem, kroniki ludu zostają ukryte dla przyszłych pokoleń.